# Dioscorea galiiflora
Dioscorea galiiflora är en enhjärtbladig växtart som beskrevs av Reinhard Gustav Paul Knuth. Dioscorea galiiflora ingår i släktet Dioscorea och familjen Dioscoreaceae. Inga underarter finns listade i Catalogue of Life.